# Real Madrid Club de Fútbol
Il Real Madrid Club de Fútbol, conosciuto semplicemente come Real Madrid, è una società calcistica spagnola con sede nella città di Madrid. Milita in Primera División, massima serie del campionato spagnolo di calcio.
Fondato nel 1902 con la denominazione ufficiale di Madrid Club de Fútbol, si vide assegnare il titolo di Real nel 1920 dal re Alfonso XIII di Spagna, insieme alla nota corona a decorarne lo stemma. Militante in Primera División dalla prima edizione del torneo (stagione 1928-1929), può vantare il palmarès più titolato al mondo.
A livello internazionale è la prima squadra al mondo per numero di titoli ufficiali vinti, 35, di cui 33 nelle competizioni confederali e interconfederali. Nella bacheca del club complessivamente figurano: 15 Coppe dei Campioni/UEFA Champions League (record), 2 Coppe UEFA, 2 Coppe Latine (record condiviso con Barcellona e Milan), 6 Supercoppe UEFA (record), 3 Coppe Intercontinentali (record condiviso con Milan, Peñarol, Nacional e Boca Juniors), 5 Coppe del mondo per club (record), una Coppa Intercontinentale FIFA (record), e una Coppa Iberoamericana (record). Detiene il primato di affermazioni totali (15) e consecutive (5, dall'edizione inaugurale 1955-1956 a quella 1959-1960) in Coppa dei Campioni/UEFA Champions League.
A livello nazionale è la seconda squadra in Spagna per numero di titoli ufficiali vinti: 71. Nella bacheca del club figurano: 36 campionati (record), 20 Coppe di Spagna, una Coppa della Liga, 13 Supercoppe di Spagna e una Coppa Eva Duarte. Complessivamente il club si è aggiudicato 106 trofei ufficiali, di cui 71 nazionali e 35 internazionali, che lo rendono il più vincente in Spagna davanti al Barcellona (102) oltreché uno dei più blasonati al mondo.
Nel 2000 il Real Madrid fu eletto dalla FIFA il miglior club del XX secolo, mentre nel 2004 ha ricevuto dalla stessa federazione internazionale il FIFA Centennial Order of Merit.
Il club è membro fondatore dell'ECA, associazione nata dallo scioglimento del G-14 allo scopo di tutelare gli interessi dei club e dei calciatori.

## Storia

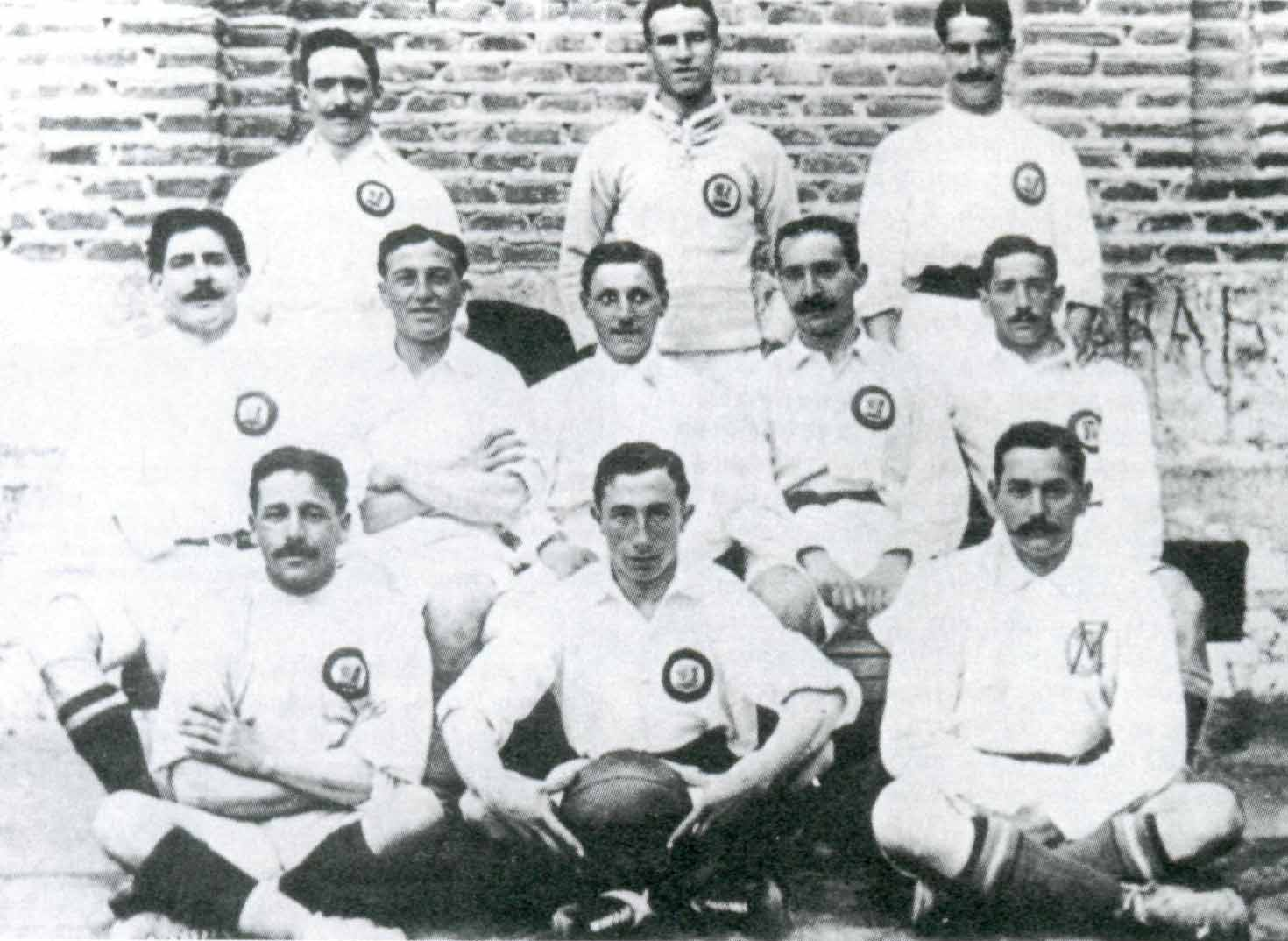
Una formazione del Madrid nel 1906

Il club viene fondato il 6 marzo 1902 come Madrid Football Club; figure importanti in questo senso sono Julián Palacios e Juan Padrós, che sono anche i primi due presidenti del sodalizio. Il primo trofeo, la Coppa del Re, viene vinto nel 1905; seguono altre tre affermazioni consecutive in questa competizione.
In Spagna, però, non esiste ancora un campionato nazionale: il Madrid partecipa quindi al torneo regionale, dove otterrà nel tempo diciotto vittorie in totale. La squadra ottiene nel 1917 il quinto successo in Coppa del Re, ma già dal 1912 aveva iniziato a giocare nel campo de O'Donnell; nel 1920 il re Alfonso XIII di Spagna gli conferisce perciò il titolo di "Real".
Il club si trasferisce nel 1924 nel più ampio Stadio di Chamartín, e finalmente nel 1928 inizia il campionato nazionale. Il primo titolo arriva al termine dell'edizione 1931-1932 sotto la guida di Lippo Hertzka, ed è seguito dal secondo l'anno successivo. In questo periodo ci sono in rosa tra gli altri il portiere Ricardo Zamora, Jacinto Quincoces e Ciriaco Errasti.
Arriva un nuovo successo, il settimo, in Coppa nel 1936 (diventata "de la República" a causa alla proclamazione della Seconda Repubblica Spagnola nel 1931), ma subito dopo in Spagna scoppia la guerra civile. Il Real Madrid non si trova in buone condizioni, come del resto tutto il Paese, tuttavia in questo periodo militano nel club buoni giocatori come José Bañón, José Llopis Corona e Pruden Sánchez. Nel 1943 viene eletto a presidente l'ex giocatore Santiago Bernabéu che decide, tra le altre cose, la costruzione di un nuovo stadio. L'impianto, situato sempre a Chamartín, viene inaugurato 14 dicembre 1947 e sarà ribattezzato stadio Santiago Bernabéu il 4 gennaio 1955. I Blancos vincono altre due coppe (ora chiamate "del Generalísimo" in onore del Caudillo Francisco Franco) nel 1946 e nel 1947, ma ottengono poco dopo il peggior piazzamento di sempre in campionato, l'undicesimo posto del 1947-1948, due soli punti sopra la zona retrocessione.
Il Real torna a vincere il titolo nell'edizione 1953-1954, quando è già in rosa Alfredo Di Stéfano (Pallone d'oro 1957 e 1959), e ottiene il quarto successo l'anno successivo quando c'è anche Héctor Rial. Il club partecipa così alla Coppa Latina, prestigiosa competizione internazionale allora riservata ai campioni nazionali di Spagna, Italia, Francia e Portogallo, aggiundicandosi il primo trofeo europeo dopo aver battuto per 2-0 i francesi dello Stade Reims. A questo punto gli spagnoli, guidati da José Villalonga, partecipano anche alla prima edizione della Coppa dei Campioni ed arrivano a disputare la finale di Parigi. Qui sconfiggono per 4-3 nuovamente lo Stade Reims di Raymond Kopa, che viene ingaggiato e che vincerà il Pallone d'oro 1958. Da qui alla fine del decennio arrivano anche Ferenc Puskás e José Santamaría e i Blancos vincono altre quattro volte il massimo trofeo continentale, battendo in finale rispettivamente la Fiorentina (2-0) (nello stesso anno il club conquista anche la sua seconda Coppa Latina, dopo aver sconfitto i portoghesi del Benfica), il Milan (3-2 ai tempi supplementari), ancora lo Stade Reims (2-0) ed infine l'Eintracht Francoforte (7-3); seduti in panchina ci sono Luis Carniglia e Miguel Muñoz, con quest'ultimo che resterà in carica per quattordici anni di fila. Il decennio successivo si apre con la nascita della Coppa Intercontinentale e il club vince subito la prima edizione del 1960 battendo nel doppio confronto il Peñarol. Trova però poco dopo una squadra capace di eliminarlo dalla massima manifestazione continentale, il Barcellona, che ha la meglio negli ottavi della Coppa dei Campioni 1960-1961.

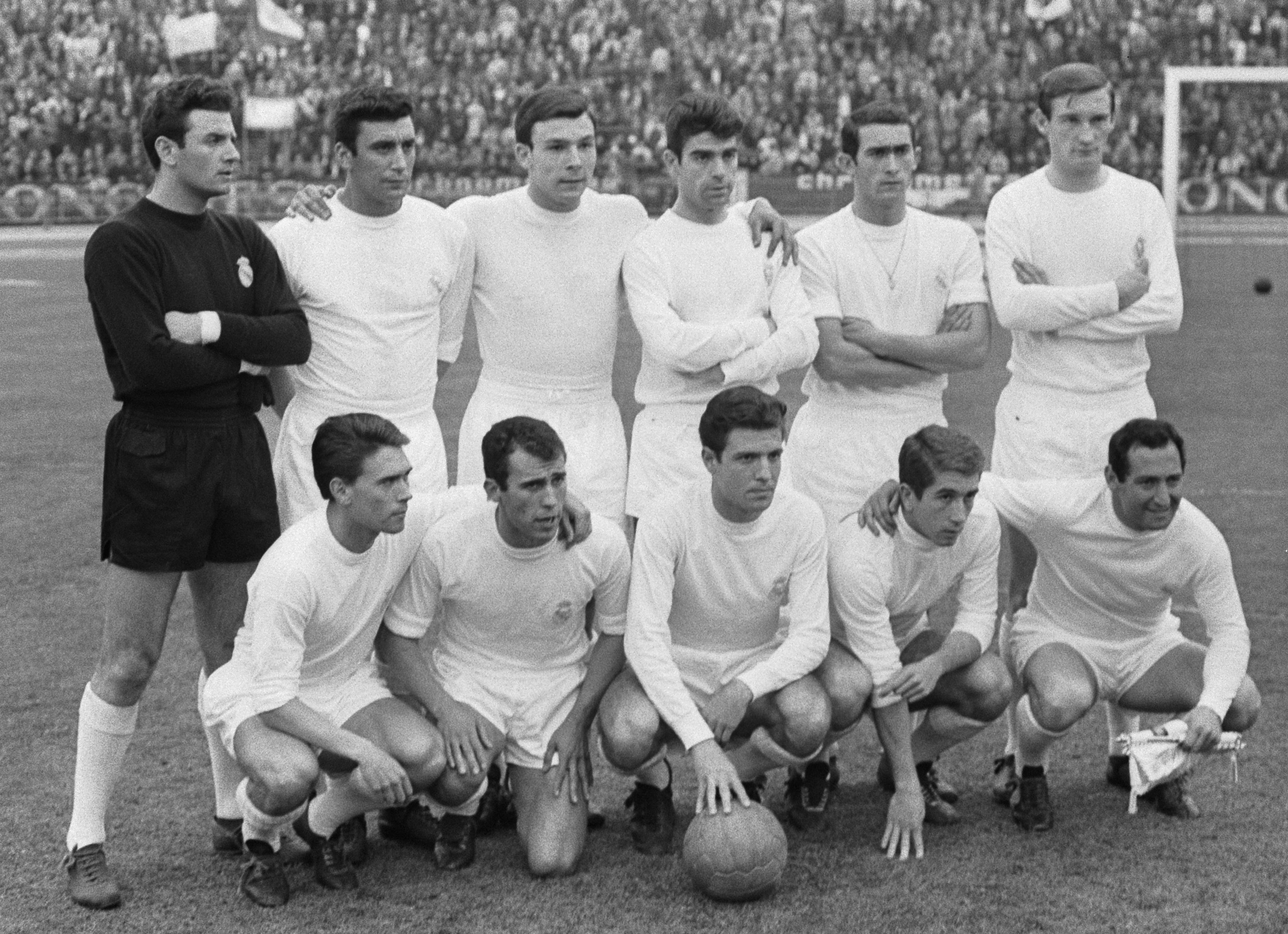
Il Real Madrid vincitore della Coppa dei Campioni 1965-1966

Lentamente alcuni degli artefici dei recenti successi lasciano, venendo però sostituiti da una nuova generazione di campioni, passata alla storia come Yé-yé: il più rappresentativo di tutti è Francisco Gento, già stella del Real Madrid cinque volte vincitore della Coppa dei Campioni, mentre altri sono José Araquistáin, Pachín, Pedro de Felipe, Manuel Sanchís Martínez, Pirri, Ignacio Zoco, Francisco Serena, Amancio Amaro, Ramón Grosso e Manuel Velázquez. Il Real gioca tre finali di Coppa dei Campioni: perde le prime due, contro il Benfica nel 1961-1962 e contro l'Inter nel 1963-1964, ma si aggiudica il sesto trofeo nel 1965-1966 grazie ad una vittoria per 2-1 sul Partizan. Nella successiva Coppa Intercontinentale di fronte c'è ancora il Peñarol, ma stavolta gli uruguaiani si prendono la rivincita. In questo decennio per i Blancos si contano otto titoli spagnoli e sei nel successivo, quando militano nel club giocatori come Juanito e Uli Stielike. Si registra una nuova finale europea, nella Coppa delle Coppe 1970-1971, che viene però conquistata dal Chelsea. Gli anni Ottanta si aprono col ventesimo titolo del 1980 e con la quattordicesima Coppa (ritornata da poco a chiamarsi "del Re" dopo la fine del Franchismo), inoltre i Blancos raggiungono nuovamente l'ultimo atto nelle competizioni europee, nella Coppa dei Campioni 1980-1981 e nella Coppa delle Coppe 1982-1983; sono però sconfitti da Liverpool e Aberdeen.
Un altro cambio generazionale è, tuttavia, alle porte: si parla ora della quinta del Buitre. L'epiteto, traducibile in italiano come "leva dell'Avvoltoio", deriva dal soprannome dato al membro più carismatico della squadra, Emilio Butragueño; gli altri quattro componenti sono Miguel Pardeza, Manuel Sanchís, Míchel e Martín Vazquéz, e a questi va aggiunto il messicano Hugo Sánchez. I risultati non tardano ad arrivare: il Real Madrid si aggiudica due edizioni della Coppa UEFA, quella del 1985 e la successiva, battendo prima il Colonia, poi il Videoton. Questo decennio si chiude con cinque titoli nazionali di fila, tra il 1986 e il 1990, mentre nel successivo, quando tra i protagonisti ci sono Roberto Carlos, Raúl, Davor Šuker e Predrag Mijatović, ne vengono vinti altri due.
Con questi giocatori gli spagnoli tornano presto al successo nella UEFA Champions League, con Jupp Heynckes alla guida tecnica, nel 1997-1998 (vittoria sulla Juventus), e pure nel 1999-2000, quando al timone c'è Vicente del Bosque (ad essere battuto in finale è il Valencia nel derby spagnolo). Viene messa in bacheca un'altra Coppa Intercontinentale: ad essere battuto nel 1998 è il Vasco da Gama, mentre va male due anni dopo contro il Boca Juniors. Negli stessi anni la squadra prende parte a due edizioni della Supercoppa UEFA, ma perde entrambe le finali rispettivamente contro il Chelsea e i turchi del Galatasaray, quest'ultima al golden goal.
Nel 2000 viene eletto presidente Florentino Pérez, che inaugura la politica dei Galácticos ("galattici"), una campagna di rafforzamento improntata all'acquisto delle maggiori stelle del calcio mondiale: nel 2000 il fuoriclasse portoghese Luís Figo viene strappato al Barcellona, nel 2001 arriva Zinédine Zidane, un anno dopo Ronaldo e la squadra, sempre guidata da del Bosque, vince la UEFA Champions League 2001-2002 (dopo aver battuto il Bayer Leverkusen), la Coppa Intercontinentale 2002, la Supercoppa UEFA 2002 e due campionati spagnoli, l'ultimo dei quali nel 2002-2003. 

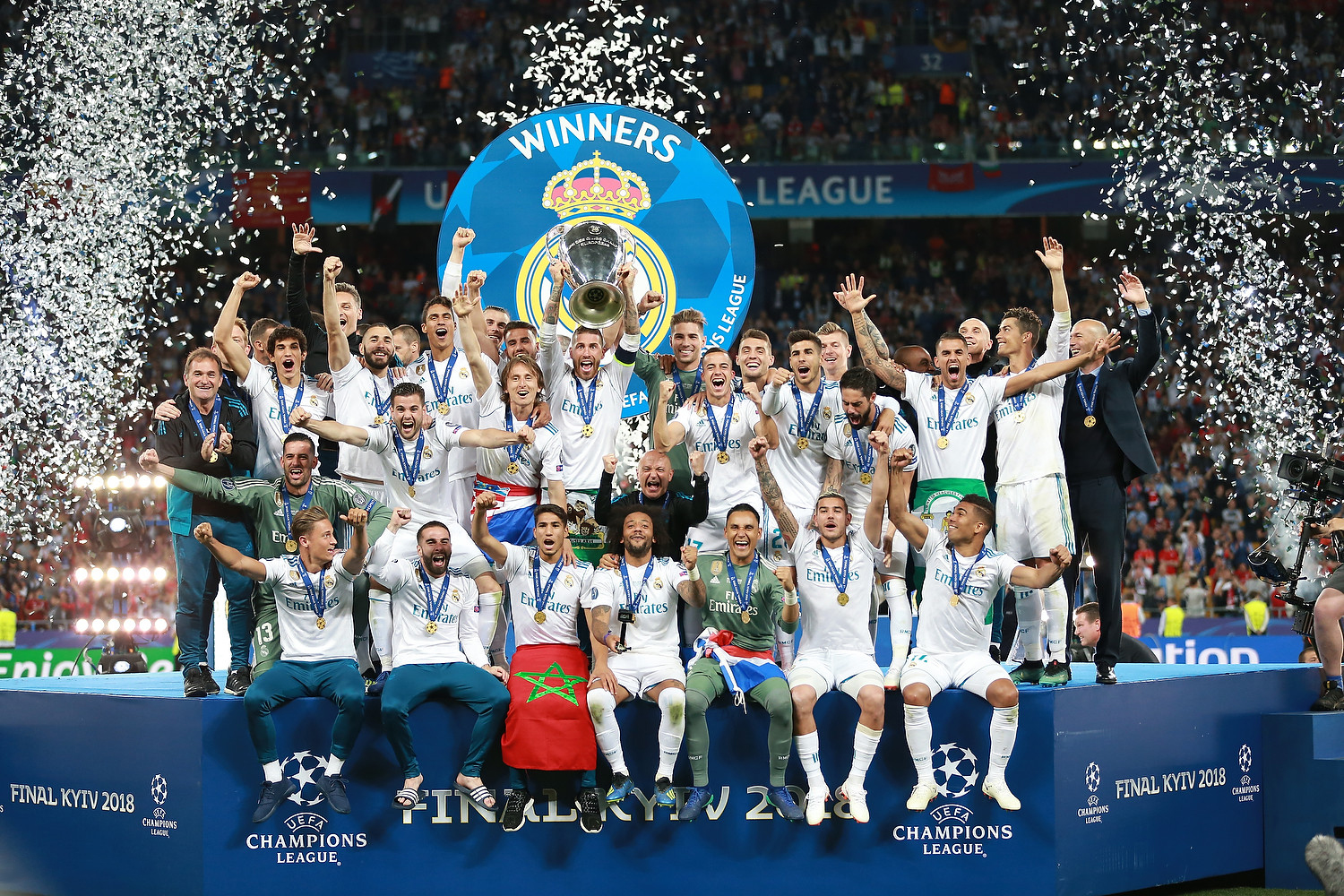
I festeggiamenti per la Decimotercera nel 2018

Nel 2003 viene ingaggiato David Beckham e nel 2004 Michael Owen. Malgrado la politica dei Galácticos, la squadra, dopo il controverso esonero di del Bosque, sollevato dall'incarico meno di ventiquattr'ore dopo la vittoria della Liga al termine della stagione 2002-2003, vive in seguito alcuni anni di insuccessi. Si avvicendano sulla panchina madrilena vari tecnici, che non riescono a ottenere i risultati sperati. Le vittorie, ad eccezione della Supercoppa di Spagna 2003, latitano e nel 2006 Pérez lascia la presidenza a Ramón Calderón, sotto la cui gestione il Real Madrid si aggiudica nuovamente il campionato nel 2006-2007, con la guida tecnica del rientrante Fabio Capello, e nel 2007-2008, con quella di Bernd Schuster. Nel 2009 Pérez torna in sella e porta con sé un copioso investimento, strappando il fuoriclasse Cristiano Ronaldo al Manchester Utd. È l'alba di una nuova era di successi, che inizia sotto la gestione di José Mourinho nel 2010-2011, con la vittoria della Coppa del Re; il tecnico portoghese si aggiudica poi la Liga nel 2011-2012 alla quota record di 100 punti.
Una nuova stagione di vittorie europee è alle porte. Sospinto da Cristiano Ronaldo (Pallone d'oro 2013, 2014, 2016, 2017) e Luka Modrić (Pallone d'oro 2018), nel 2013-2014 il Real Madrid di Carlo Ancelotti vince la decima UEFA Champions League battendo in finale i concittadini dell'Atlético Madrid, e, per la prima volta, la Coppa del mondo per club FIFA. Nel 2016 è l'ex stella Zinédine Zidane a sedersi in panchina: sotto la guida del francese la squadra si aggiudica la UEFA Champions League per tre volte consecutive (2015-2016, 2016-2017 e 2017-2018, rispettivamente contro Atlético Madrid, Juventus e Liverpool), una striscia record nell'era della Champions, oltre a due Supercoppe UEFA, tre Coppe del mondo per club e, in ambito nazionale, il campionato 2016-2017 e due Supercoppe di Spagna. Le sopraggiunte partenze di Zidane e Cristiano Ronaldo chiudono nell'estate 2018 questo ciclo madridista, tra i più vittoriosi nella storia del calcio europeo d'inizio XXI secolo.
Zidane riassume poi la guida tecnica del club agli inizi del 2019 e la mantiene per un biennio, vincendo il campionato 2019-2020. Nel 2021 torna in panchina Ancelotti, il quale nel successivo quadriennio guida le merengues alla vittoria di due campionati (2021-2022 e 2023-2024), due Supercoppe di Spagna, due UEFA Champions League (2021-2022 e 2023-2024), due Supercoppe UEFA, una Coppa del mondo per club, una Coppa Intercontinentale FIFA e una Coppa del Re.

## Colori e simboli

### Colori

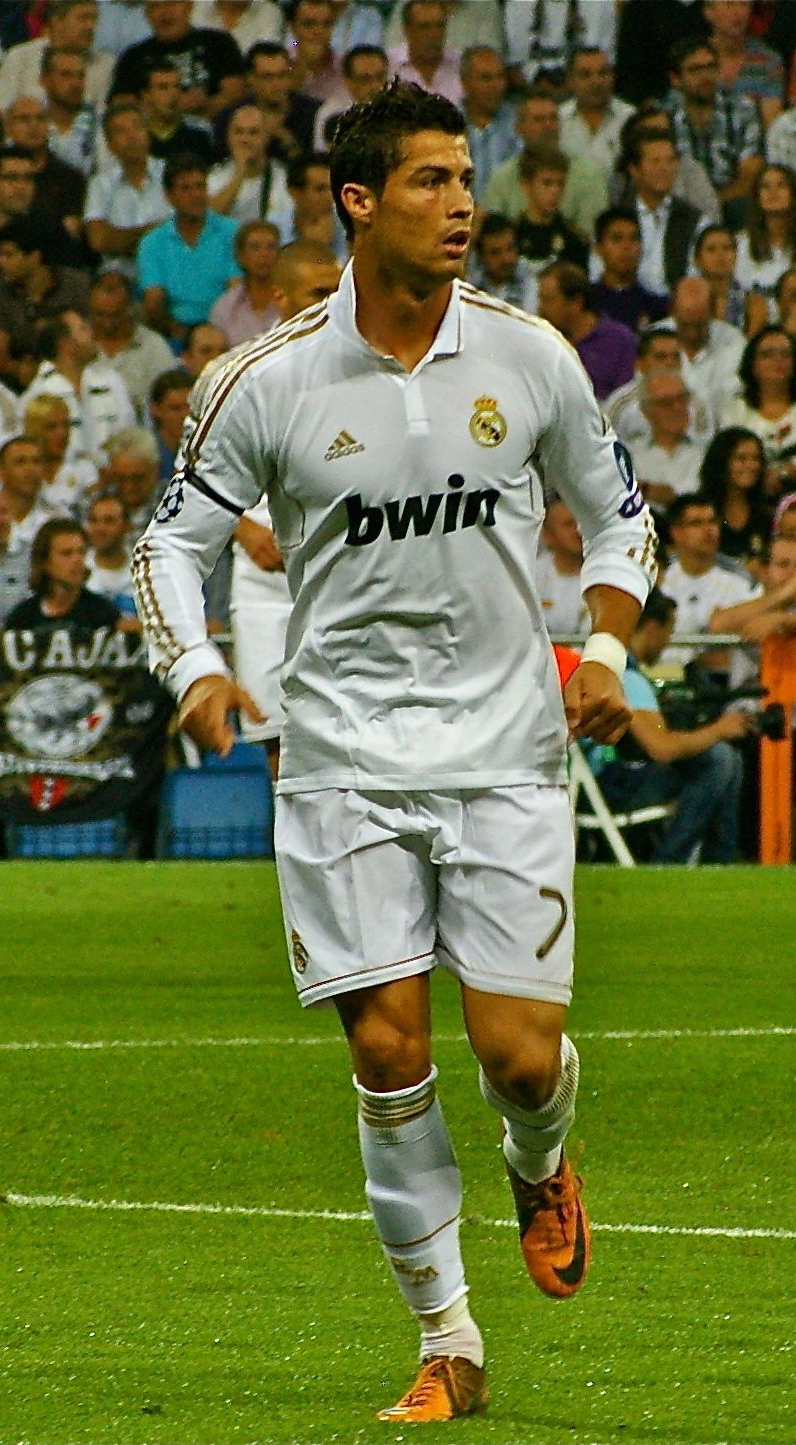
Cristiano Ronaldo con la tradizionale camiseta blanca del club

Tradizionalmente la divisa casalinga del Real Madrid è completamente bianca. Il completo bianco fu rimpiazzato nel 1925 da una divisa spezzata, con i calzoni neri, sul modello della compagine londinese del Corinthian. Nei primi anni 1940, alla maglia furono aggiunti dei bottoni e lo stemma fu spostato sul lato sinistro del petto, all’altezza del cuore, posizione dove si trova tuttora.
Il 23 novembre 1947, in un derby con l'Atlético Madrid, il Real Madrid divenne la prima squadra spagnola a indossare maglie numerate. Nel 1965 la squadra giocò un'amichevole contro il River Plate indossando una maglia verde.

### Simboli ufficiali

#### Stemma
Il primo simbolo del Real Madrid aveva un design semplice, che consisteva in un intreccio decorativo delle lettere "MCF", acronimo di Madrid Club de Fútbol, in tonalità blu scuro.
La prima modifica dello stemma fu apportata nel 1908, quando le lettere adottarono una forma più stilizzata e furono inserite in un cerchio. Un ulteriore cambiamento fu apportato nel 1920, sotto la presidenza di Pedro Parages. Quell'anno, il 29 giugno re Alfonso XIII di Spagna concesse al club il titolo di "Real"; ciò consentì alla società di aggiungere al disegno originale la corona reale.
Con la dissoluzione della monarchia nel 1931, ogni simbolo reale fu eliminato. Dal nome fu tolta la denominazione "Real"; nello stemma la corona fu eliminata mentre nel cerchio contenente le lettere fu aggiunta una banda trasversale violetta, a rappresentare la Castiglia. Nel 1941, due anni dopo la conclusione della Guerra civile spagnola, fu ripristinata la corona reale, mantenendo anche la banda trasversale. Inoltre, tutto lo stemma divenne completamente colorato. Il club tornò a chiamarsi "Real Madrid Club de Fútbol".
La modifica più recente allo stemma del club fu apportata nel 2001, per renderlo più attuale e moderno; degno di nota, il cambiamento del colore della banda violacea in onore della Castiglia che diventa blu navy.

### Inno
L'inno del Real Madrid si intitola Hala Madrid y nada más ed è stato composto nel 2014 dal musicista e produttore RedOne, su testo del giornalista Manuel Jabois, per celebrare la vittoria della decima Coppa dei Campioni. In seguito è stato registrato anche dal famoso tenore, tifoso madridista, Plácido Domingo.
È invece del 1952 l'inno storico che ancora risuona al Bernabeu: dal titolo Hala Madrid, fu inciso dal cantante José de Aguilar.

## Strutture

### Stadio

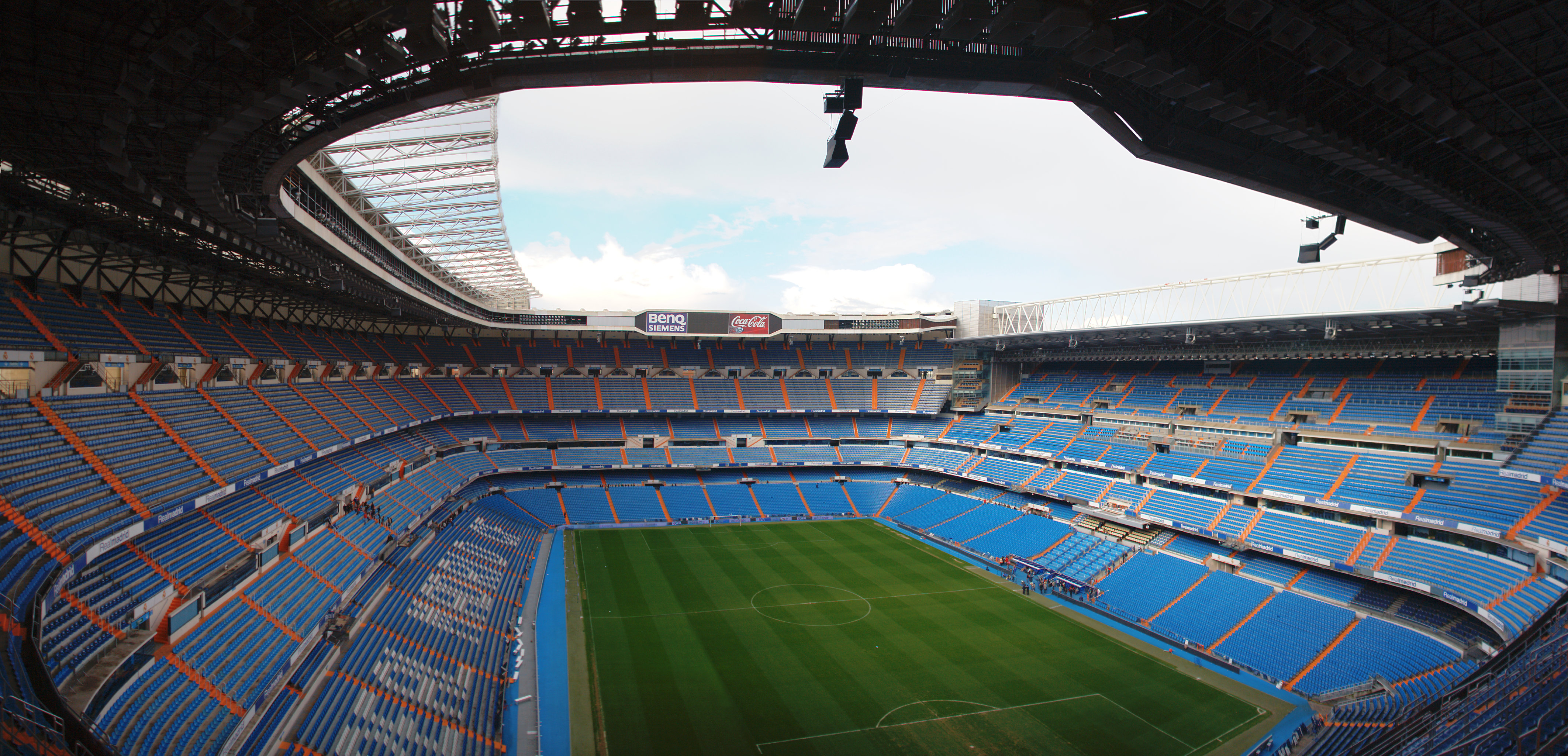
Panoramica dello stadio Santiago Bernabéu

Il Real Madrid disputa le partite interne nello stadio Santiago Bernabéu, che ha una capacità di 81 044 spettatori (il 16º al mondo per capienza) e un campo da gioco di 105 per 68 metri. All'interno sono oggi presenti il museo ufficiale del Real Madrid, oltre a numerosi ristoranti. Lo stadio è raggiungibile anche con la linea 10 della metropolitana di Madrid, scendendo nell'omonima fermata.
Nella storia, però, ha avuto vari terreni di gioco: dal 1902 al 1912 ha giocato nella plaza de toros Goya di Madrid, per passare poi, fino al 1923, nel campo de O'Donnell. Nel solo anno successivo il club gioca nel campo de Ciudad Lineal, prima di trasferirsi allo stadio di Chamartín, utilizzato fino al 1945.
È a questo punto che il neoeletto presidente Santiago Bernabéu decide di costruire un nuovo impianto, sempre a Chamartín, i cui lavori iniziano il 27 ottobre 1944 su progetto dell'architetto José María Castell. Originariamente chiamato nuovo stadio Chamartín e capace inizialmente di 75 000 posti, è stato inaugurato 14 dicembre 1947. In seguito la sua capienza è stata incrementata fino a 125 000 nel 1954, successivamente ridotti, mentre il 4 gennaio 1955 viene ribattezzato con l'attuale nome.

### Centro di allenamento
Il centro sportivo del club è la Ciudad Real Madrid. Costruita durante la prima presidenza di Florentino Pérez e inaugurata il 30 settembre 2005, sorge nella parte nord-est di Madrid, nei pressi del parco Valdebebas e dell'Aeroporto di Madrid-Barajas. Occupa un'area di 1200000 m² e contiene dieci campi da gioco in erba, oltre ad uno stadio intitolato ad Alfredo Di Stéfano che è il terreno di gioco della seconda squadra del club, il Real Madrid Castilla, e che ha ospitato anche la prima squadra tra la fine della stagione 2019-2020 e l'inizio della 2020-2021 (durante i lavori di ristrutturazione del Santiago Bernabéu). In questo centro si allena anche la squadra di pallacanestro e sono ospitate pure le residenze per i giovani appartenenti alla cantera del club, oltre alla sede di Real Madrid TV.
In precedenza il club si allenava nella Ciudad Deportiva del Real Madrid. Costruita su iniziativa del presidente Santiago Bernabéu, era invece situata nella zona nord di Madrid; l'inaugurazione era avvenuta il 18 maggio 1963.

## Società
È stato durante la prima presidenza di Florentino Pérez (2000-2006) che il Real Madrid ha iniziato la sua ambizione di diventare il club di calcio professionistico più ricco del mondo. Nel 2001, il club ha ceduto parte dei suoi terreni di allenamento alla città di Madrid e ha venduto il resto a quattro società: Repsol YPF, Mutua Automovilística de Madrid, Sacyr Vallehermoso e OHL. La vendita ha eliminato i debiti del club, aprendo la strada per l'acquisto dei giocatori più costosi al mondo, come Zinedine Zidane, Luís Figo, Ronaldo e David Beckham. La città aveva precedentemente cambiato la destinazione d'uso dei terreni di allenamento per lo sviluppo, aumentandone così il valore, e poi ne aveva acquisito il sito. La Commissione europea ha avviato un'indagine per determinare se la città abbia pagato troppo per la proprietà, considerandola una forma di sovvenzione statale.
La vendita del terreno di allenamento per edifici per uffici ha eliminato i debiti del Real Madrid pari a 270 milioni di euro e ha permesso al club di intraprendere una straordinaria ondata di spese che ha portato giocatori di grande nome al club. Inoltre, il profitto dalla vendita è stato utilizzato per un modernissimo complesso di allenamento alla periferia della città. Sebbene la politica di Pérez abbia portato a un aumento del successo finanziario sfruttando l'alto potenziale di marketing del club in tutto il mondo, soprattutto in Asia, è stata sempre più criticata per essere troppo focalizzata sul marketing del marchio Real Madrid e non abbastanza sulle prestazioni della squadra. Il Real Madrid, con il nuovo allenatore Carlos Queiroz, ha iniziato lentamente il campionato domestico dopo una difficile vittoria contro il Real Betis.
Nel settembre 2007, il Real Madrid è stato considerato il marchio calcistico più prezioso in Europa da BBDO. Nel 2008 è stato classificato come il secondo club più prezioso nel calcio mondiale, con un valore di 951 milioni di euro (640 milioni di sterline / 1.285 miliardi di dollari), superato solo dal Manchester United, valutato 1,333 miliardi di euro (900 milioni di sterline). Nel 2010, il Real Madrid aveva il fatturato più alto nel calcio a livello mondiale. Nel settembre 2009, la dirigenza del Real Madrid ha annunciato piani per aprire un parco a tema dedicato al club entro il 2013.
Uno studio presso l'Università di Harvard ha concluso che il Real Madrid "è uno dei 20 marchi più importanti e l'unico in cui i suoi dirigenti, i giocatori, sono ben noti. Abbiamo alcune cifre spettacolari riguardo al supporto mondiale del club. Si stima che ci siano nel mondo circa 287 milioni di persone che seguono il Real Madrid." Nel 2010, Forbes ha valutato il valore del Real Madrid intorno a 992 milioni di euro (1,323 miliardi di dollari), classificandolo al secondo posto solo dietro il Manchester United, basandosi su cifre della stagione 2008-09. Secondo Deloitte, il Real Madrid ha registrato un fatturato di 401 milioni di euro nello stesso periodo, posizionandosi al primo posto.
Insieme a Barcellona, Athletic Bilbao e Osasuna, il Real Madrid è organizzato come un'associazione registrata. Ciò significa che il club è di proprietà dei suoi sostenitori che eleggono il presidente. Il presidente non può investire i propri soldi, e il club può spendere solo ciò che guadagna, principalmente attraverso sponsorizzazioni, partnership commerciali, vendita di merchandise, diritti televisivi, premi e vendita dei biglietti. A differenza di una società per azioni, non è possibile acquistare azioni del club, ma solo una tessera di socio. I membri del Real Madrid, chiamati socios, formano un'assemblea di delegati che è l'organo di governo più elevato del club. Nel 2010, il club aveva 60.000 socios. Alla fine della stagione 2009-10, il consiglio di amministrazione del club ha dichiarato che il Real Madrid aveva un debito netto di 244,6 milioni di euro, 82,1 milioni di euro in meno rispetto all'anno fiscale precedente. Il Real Madrid ha annunciato di avere un debito netto di 170 milioni di euro dopo la stagione 2010-11. Dal 2007 al 2011, il club ha realizzato un utile netto di 190 milioni di euro.
Durante la stagione 2009-10, il Real Madrid ha guadagnato 150 milioni di euro attraverso la vendita dei biglietti, il più alto tra tutti i club di calcio di prima divisione. Il Real Madrid ha il maggior numero di vendite di maglie per stagione, circa 1,5 milioni. Per la stagione 2010-11, il monte salari del Madrid ammontava a 169 milioni di euro, il secondo più alto in Europa dietro al Barcellona; inoltre, il rapporto tra il monte salari e il fatturato era il migliore in Europa al 43 percento, davanti a Manchester Utd e Arsenal rispettivamente al 46 percento e 50 percento. Nel 2013, Forbes ha elencato il club come la squadra sportiva più preziosa al mondo, con un valore di 3,3 miliardi di dollari. Nel 2018, il valore del Real Madrid è stato stimato a 3,47 miliardi di euro (4,1 miliardi di dollari), e nella stagione 2016-17 è stato il secondo club di calcio con il più alto guadagno al mondo, con un fatturato annuale di 674,6 milioni di euro. Nel novembre 2018, lo stipendio medio del primo team del Madrid era di £8,1 milioni (10,6 milioni di dollari) all'anno, rendendolo la seconda squadra sportiva più pagata al mondo dopo il Barcellona. Nel 2022, Forbes ha elencato il Real Madrid come il club di calcio più prezioso al mondo, con un valore di 5,1 miliardi di dollari.

### Organigramma societario
- Presidente:  Florentino Pérez
- Vicepresidente:  Fernando Fernández Tapia
- Vicepresidente:  Eduardo Fernández de Blas
- Segretario:  Enrique Sánchez González
- Direttore generale:  José Angel Sanchez
- Direttore di controllo e auditing interno:  Carlos Martínez de Albornoz
- Capo di Gabinetto della presidenza:  Manuel Redondo
- Direttore economico:  Julio Esquerdeiro
- Direttore commerciale:  Begoña Sanz
- Direttore risorse:  Enrique Balboa
- Direttore operazioni e servizi:  Fernando Tormo
- Direttore dell'area comunicazione:  Antonio Galeano
- Direttore delle relazioni istituzionali:  Emilio Butragueño
- Direttore sportivo della sezione cestistica:  Juan Carlos Sánchez-Lázaro
- Direttore della commissione di consulenza legale:  Javier López Farre
- Risorse umane:  José María García
- Direttore Fondazione "Real Madrid":  Julio González
- Direttore dell'area sociale:  José Luis Sánchez
- Capo del protocollo:  Raúl Serrano

### Sponsor
| Abbigliamento tecnico - 1980-1986: Adidas - 1986-1994: Hummel - 1994-1998: Kelme - 1998-: Adidas | Sponsor ufficiale - 1982-1985: Zanussi - 1985-1989: Parmalat - 1989-1990: Reny Picot - 1990-1992: Otaysa - 1992-2001: Teka - 2001-2002: Realmadrid.com - 2002-2005: Siemens Mobile - 2005-2006: Siemens - 2006-2007: BenQ-Siemens - 2007-2013: bwin - 2013-: Fly Emirates |

### Impegno nel sociale
Il club ha attiva una fondazione, il cui obiettivo è quello di mettere a servizio della società i valori sociali e culturali dello sport, sia in Spagna che nel mondo.

### Settore giovanile
Il club possiede una florida cantera, colloquialmente nota come La Fábrica, che nel tempo ha prodotto calciatori che hanno fatto spesso la fortuna del club. Sono passati da qui tra gli altri i componenti della Quinta del Buitre (Emilio Butragueño, Miguel Pardeza, Manuel Sanchís Hontiyuelo, Míchel e Martín Vázquez), ma anche Gregorio Benito, Chendo, Iker Casillas, Álvaro Arbeloa, Raúl, Guti, Juan Manuel Mata, Kiko Casilla, Borja Valero, Rubén de la Red, Daniel Carvajal, Rodrigo Moreno Machado, José María Callejón, Juan Francisco Torres, Álvaro Morata, Jesé e Lucas Vázquez.
Alla stagione 2018-2019 la seconda squadra del club è il Real Madrid Castilla, che milita in Segunda División B, la terza divisione del calcio spagnolo; fino al 2015 era attivo anche il Real Madrid Club de Fútbol C, in pratica la terza squadra. Il Castilla ha probabilmente toccato il punto di maggior notorietà internazionale partecipando alla Coppa delle Coppe 1980-1981, venendo però subito eliminato dal West Ham Utd. Tra i suoi allori c'è anche il raggiungimento della finale della Coppa del Re 1979-1980, persa 6-1 contro la prima squadra, e la vittoria della Segunda División 1983-1984.

## Allenatori e presidenti
Per quanto riguarda gli allenatori, quello con il periodo consecutivo più lungo è Miguel Muñoz, restato in carica dal 17 aprile 1960 al 13 gennaio 1974, per un totale di 5019 giorni, mentre tra i presidenti è certamente da ricordare l'ex giocatore Santiago Bernabéu, rimasto in carica dal 1943 alla sua morte, avvenuta nel 1978.
Di seguito è riportata la lista degli allenatori e dei presidenti che si sono succeduti alla guida del Real Madrid in oltre un secolo di storia.
- 1929-1930  José Quirante
- 1930-1932  Lippo Hertzka
- 1932-1934  Robert Firth
- 1934-1936  Francisco Bru
- 1939-1941  Francisco Bru
- 1942-1945  Ramón Encinas
- 1945-1946  Jacinto Quincoces
- 1946-1947  Baltasar Albéniz
- 1947-1948  Jacinto Quincoces (1 lug.-25 gen.)
 Michael Keeping (27 gen.- 30 giu.)
- 1948-1950  Michael Keeping
- 1950-1951  Michael Keeping (1 lug.-01 nov.)
 Baltasar Albéniz (4 nov.-12 mar.)
 Héctor Scarone (18 mar.-30 giu.)
- 1951-1952  Héctor Scarone
- 1952-1953  Juan Antonio Ipiña
- 1953-1954  Enrique Fernández (1 lug.-5 dic.)
 José Villalonga (10 dic.-30 giu.)
- 1954-1957  José Villalonga
- 1957-1958  Luis Carniglia
- 1958-1959  Luis Carniglia (1 lug.-19 feb.)
 Miguel Muñoz (21 feb.-13 apr.)
 Luis Carniglia (14 apr.-30 giu.)
- 1959-1960  Manuel Fleitas Solich (1 lug.-10 apr.)
 Miguel Muñoz (17 apr.-30 giu.)
- 1960-1973  Miguel Muñoz
- 1973-1974  Miguel Muñoz (1 lug.-12 gen.)
 Jussen Michael Atienza (13 gen.-15 gen.)
 Luis Molowny (15 gen.-1 mar.)
- 1974-1977  Miljan Miljanić
- 1977-1978  Miljan Miljanić (1 lug.-5 set.)
 Luis Molowny (7 set.-30 giu.)
- 1978-1979  Luis Molowny
- 1979-1981  Vujadin Boškov
- 1981-1982  Vujadin Boškov (1 lug.-28 mar.)
 Luis Molowny (29 mar.-30 giu.)
- 1982-1984  Alfredo Di Stéfano
- 1984-1985  Amancio Amaro (1 nov.-11 apr.)
 Luis Molowny (16 apr.-30 giu.)
- 1985-1986  Luis Molowny
- 1986-1989  Leo Beenhakker
- 1989-1990  John Toshack
- 1990-1991  John Toshack (1 lug.-23 nov.)
 Alfredo Di Stéfano (24 nov.-11 mar.)
 Radomir Antić (21 mar.-30 giu.)
- 1991-1992  Radomir Antić (21 mar.-27 gen.)
 Leo Beenhakker (1 feb.-30 giu.)
- 1992-1993  Benito Floro
- 1993-1994  Benito Floro (1 lug.-07 mar.)
 Vicente del Bosque (8 mar.-)
- 1994-1995  Jorge Valdano
- 1995-1996  Jorge Valdano (1 lug.-22 gen.)
 Vicente del Bosque (23 gen.-24 gen.)
 Arsenio Iglesias (25 gen.-30 giu.)
- 1996-1997  Fabio Capello
- 1997-1998  Jupp Heynckes
- 1998-1999  José Antonio Camacho (1 lug.-22 lug.)
 Guus Hiddink (1 lug.-24 feb.)
 John Toshack (24 feb.-30 giu.)
- 1999-2000  John Toshack (1 lug.- 17 nov.)
 Vicente del Bosque (17 nov.-30 giu.)
- 2000-2003  Vicente del Bosque
- 2003-2004  Carlos Queiroz (1 lug.-24 mag.)
- 2004-2005  José Antonio Camacho (1 lug.-19 set.)
 Mariano García Remón (20 set.-30 dic.)
 Vanderlei Luxemburgo (30 dic.-30 giu.)
- 2005-2006  Vanderlei Luxemburgo (1 lug.-4 dic.)
 Juan Ramón López Caro (4 dic.-30 giu.)
- 2006-2007  Fabio Capello
- 2007-2008  Bernd Schuster
- 2008-2009  Bernd Schuster (1 lug.-9 dic.)
 Juande Ramos (10 dic.-30 giu.)
- 2009-2010  Manuel Pellegrini
- 2010-2013  José Mourinho
- 2013-2015  Carlo Ancelotti
- 2015-2016  Rafael Benítez (3 giu.-4 gen.)
 Zinédine Zidane (4 gen.-30 giu.)
- 2016-2018  Zinédine Zidane
- 2018-2019  Julen Lopetegui (12 giu.-29 ott.)
 Santiago Solari (29 ott.-11 mar.)
 Zinédine Zidane (11 mar.-30 giu.)
- 2019-2021  Zinédine Zidane
- 2021-2025  Carlo Ancelotti

- 1900-1902  Julián Palacios
- 1902-1904  Juan Padrós
- 1904-1908  Carlos Padrós
- 1908-1916  Adolfo Meléndez
- 1916-1926  Pedro Parages
- 1926-1930  Luis de Urquijo
- 1930-1935  Luis Usera
- 1935-1936  Rafael Sánchez Guerra
- 1936-1940  Adolfo Meléndez
- 1940-1943  Antonio Santos Peralba
- 1943-1978  Santiago Bernabéu
- 1978-1985  Luis de Carlos
- 1985-1995  Ramón Mendoza
- 1995-2000  Lorenzo Sanz
- 2000-2006  Florentino Pérez
- 2006-2009  Ramón Calderón
- 2009-  Florentino Pérez

## Calciatori
Nella storia ultracentenaria del club hanno vestito la maglia del Real Madrid oltre milleduecento calciatori, alcuni dei quali hanno scritto alcune delle pagine più fulgide della storia del calcio. Tra i giocatori stranieri che hanno militato nel Real Madrid, oltre duecento, la nazionalità più rappresentata è quella argentina. Il primo straniero a indossare la casacca blanca fu Arthur Johnson, nella prima partita ufficiale della squadra.
L'ex capitano di lungo corso delle merengues, Raúl González Blanco, è il primatista di presenze (741) con il Real Madrid, nonché il secondo miglior marcatore della nazionale spagnola con 44 gol, alle spalle di David Villa (59). Il portoghese Cristiano Ronaldo detiene, con 450 gol in 438 presenze, il primato di reti segnate con il Real Madrid. Il difensore Sergio Ramos, che ha vestito la camiseta blanca dal 2005 al 2021, è primo nella classifica dei giocatori con più presenze nella storia della nazionale spagnola. Miguel Porlán Chendo e Manolo Sanchís sono, invece, gli unici calciatori del Real Madrid ad aver compiuto l'intera carriera professionistica nei ranghi del club. Con oltre 600 partite giocate con il Real Madrid, il francese Karim Benzema è lo straniero più presente nella storia del club.

### Vincitori di titoli
Palloni d'oro

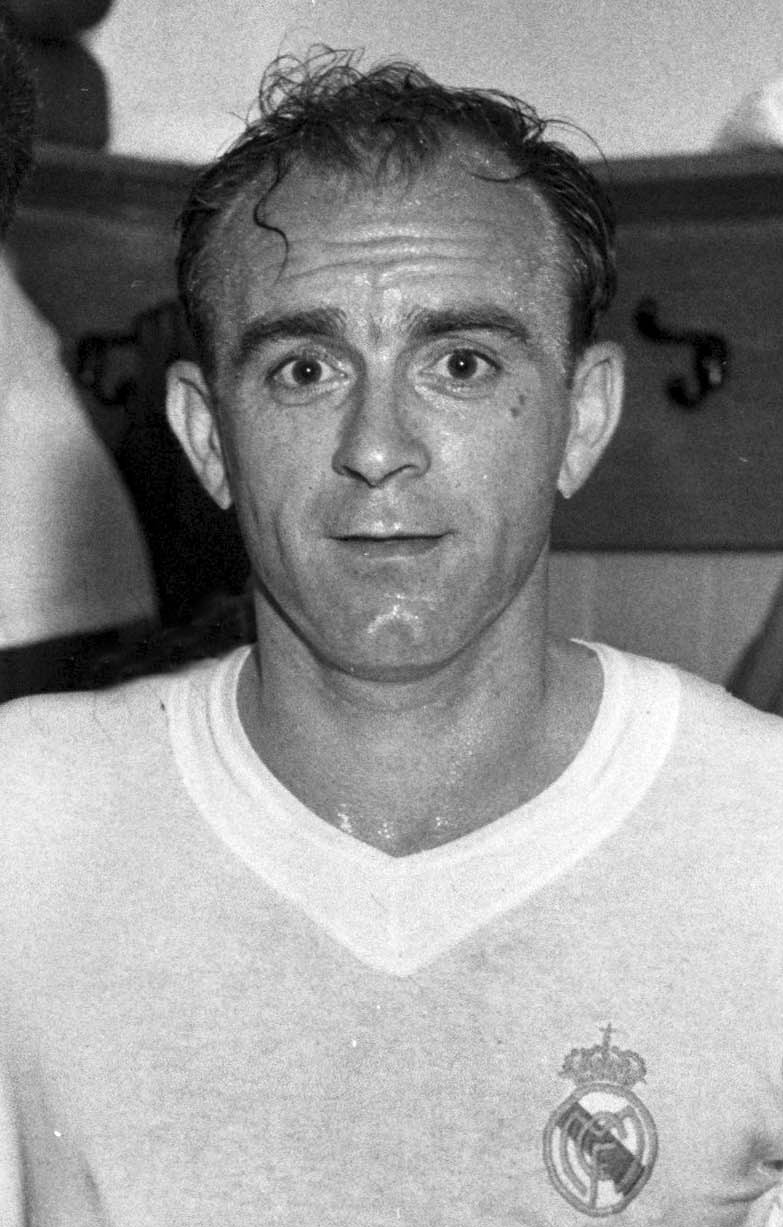
Alfredo Di Stéfano, due volte Pallone d'oro durante la sua militanza a Madrid.

 Alfredo Di Stéfano (1957 e 1959)
 Raymond Kopa (1958)
 Luís Figo (2000)
 Ronaldo (2002)
 Fabio Cannavaro (2006)
 Cristiano Ronaldo (2013, 2014, 2016 e 2017)
 Luka Modrić (2018)
 Karim Benzema (2022)
FIFA World Player
 Luís Figo (2001)
 Ronaldo (2002)
 Zinédine Zidane (2003)
 Fabio Cannavaro (2006)
The Best FIFA Men's Player
 Cristiano Ronaldo (2016 e 2017)
 Luka Modrić (2018)
 Vinícius Júnior (2024)

## Palmarès

### Competizioni nazionali
- Campionato spagnolo: 36  (record)

1931-1932; 1932-1933; 1953-1954; 1954-1955; 1956-1957; 1957-1958; 1960-1961; 1961-1962; 1962-1963; 1963-1964 
1964-1965; 1966-1967; 1967-1968; 1968-1969; 1971-1972; 1974-1975; 1975-1976; 1977-1978; 1978-1979; 1979-1980 
1985-1986; 1986-1987; 1987-1988; 1988-1989; 1989-1990; 1994-1995; 1996-1997; 2000-2001; 2002-2003; 2006-2007 
2007-2008; 2011-2012; 2016-2017; 2019-2020; 2021-2022; 2023-2024
- Coppa di Spagna: 20

1905; 1906; 1907; 1908; 1917; 1934; 1936; 1946; 1947; 1961-1962 
1969-1970; 1973-1974; 1974-1975; 1979-1980; 1981-1982; 1988-1989; 1992-1993; 2010-2011; 2013-2014; 2022-2023 
- Coppa della Liga: 1

1985
- Supercoppa di Spagna: 13

1988; 1989; 1990; 1993; 1997; 2001; 2003; 2008; 2012; 2017 
2020; 2022; 2024
- Coppa Eva Duarte: 1

1947

### Competizioni internazionali
- Coppa dei Campioni/UEFA Champions League: 15  (record)

1955-1956; 1956-1957; 1957-1958; 1958-1959; 1959-1960; 1965-1966; 1997-1998; 1999-2000; 2001-2002; 2013-2014 
2015-2016; 2016-2017; 2017-2018; 2021-2022; 2023-2024
- Coppa UEFA: 2

1984-1985; 1985-1986
- Supercoppa UEFA: 6  (record)

2002; 2014; 2016; 2017; 2022; 2024
- Coppa Intercontinentale: 3  (record condiviso con Milan, Peñarol, Nacional e Boca Juniors)

1960; 1998; 2002
- Coppa del mondo per club: 5  (record)

2014; 2016; 2017; 2018; 2022
- Coppa Intercontinentale FIFA: 1  (record)

2024
- Coppa Iberoamericana: 1  (record)

1994
- Coppa Latina: 2 (record a pari merito con Milan e Barcellona)

1955; 1957

### Competizioni giovanili
- Blue Stars/FIFA Youth Cup: 1

1990
- UEFA Youth League: 1

2019-2020

## Statistiche e record
Il Real Madrid detiene il primato di campionati spagnoli vinti (36) e vinti consecutivamente (5, dal 1960-1961 al 1964-1965 e dal 1985-1986 al 1989-1990). Detiene inoltre il record di imbattibilità in partite casalinghe consecutive del campionato spagnolo (121, dal 17 febbraio 1957 al 7 marzo 1965).
A livello internazionale il Real Madrid detiene il primato di vittorie in Coppa dei Campioni d'Europa/UEFA Champions League (15), di finali disputate (18), di semifinali giocate (32), nonché il record di finali giocate consecutivamente (5) e vinte consecutivamente (5). Il Real Madrid è, altresì, la compagine che vanta il maggior numero di partecipazioni e di partecipazioni consecutive sia alla vecchia Coppa dei Campioni, 15 (dal 1955-56 al 1969-70), sia ai gironi della UEFA Champions League, 28 (dalla stagione 1997-1998 al 2024-2025, qualificandosi sempre alla fase successiva).
Il Real Madrid detiene il record di partite vinte consecutivamente (22) in tutte le competizioni, stabilito nella stagione 2014-2015. Nel 2017 ha eguagliato il record del Santos, andando in rete per 73 partite consecutive.
L'acquisto più costoso nella storia del Real Madrid è stato quello di Eden Hazard, prelevato dal Chelsea per 115 milioni di euro nel giugno 2019. La cessione più remunerativa nella storia del Real Madrid è stata quella di Cristiano Ronaldo alla Juventus, avvenuta nel luglio 2018 per 117 milioni di euro.

### Partecipazione ai campionati e ai tornei internazionali

#### Campionati nazionali
Dalla stagione 1928-1929 alla stagione 2024-2025 la squadra ha partecipato al campionato spagnolo di massima divisione. 
| Livello | Categoria        | Partecipazioni | Debutto   | Ultima stagione | Totale |
| ------- | ---------------- | -------------- | --------- | --------------- | ------ |
| 1º      | Primera División | 95             | 1928-1929 | 2025-2026       | 95     |

#### Partecipazione alle coppe internazionali
Alla stagione 2024-2025 il club ha ottenuto le seguenti partecipazioni ai tornei internazionali:
| Categoria                                | Partecipazioni | Debutto   | Ultima stagione |
| ---------------------------------------- | -------------- | --------- | --------------- |
| Coppa dei Campioni/UEFA Champions League | 55             | 1955-1956 | 2024-2025       |
| Coppa delle Coppe                        | 4              | 1970-1971 | 1993-1994       |
| Coppa UEFA/UEFA Europa League            | 9              | 1971-1972 | 1994-1995       |
| Coppa Latina                             | 2              | 1955      | 1957            |
| Coppa Intercontinentale                  | 5              | 1960      | 2002            |
| Supercoppa UEFA                          | 9              | 1998      | 2024            |
| Coppa del mondo per club FIFA            | 6              | 2000      | 2022            |
| Coppa Intercontinentale FIFA             | 1              | 2024      | 2024            |

### Statistiche di squadra
- Miglior posizione in campionato: 1º (36 volte)
- Secondo posto in campionato: 25
- Terzo posto in campionato: 10
- Peggior posizione in campionato: 11º (1947-48)
- Partecipazioni alla Coppa del Re: 105 (campione)
- Partecipazioni alla Coppa della Liga: 4 (campione)
- Partecipazioni alla Supercoppa di Spagna: 15 (campione)
- Maggior numero di punti in una stagione: 100 (2011-2012)
- Maggior numero di goal segnati in una stagione: 121 (2011-2012)
- Maggior numero di gol segnati in una partita di campionato: Real Madrid - Elche 11 - 2 (1959-1960)[71]
- Maggior numero di gol segnati in una partita di coppa europea: Real Madrid - Boldklubben 1913 9 - 0 (1961-1962)[70]
- Maggior numero di gol subiti in una partita di campionato: Espanyol - Real Madrid 8 - 1 (1929-1930)[71]
- Maggior numero di gol subiti in una partita di coppa europea: Milan - Real Madrid 5 - 0 (1988-1989), Kaiserslautern - Real Madrid 5 - 0 (1981-1982)[70]
- Acquisto più costoso: Eden Hazard - 115 milioni di euro (dal Chelsea)
- Cessione più remunerativa: Cristiano Ronaldo - 117 milioni di euro (alla Juventus)

### Statistiche individuali

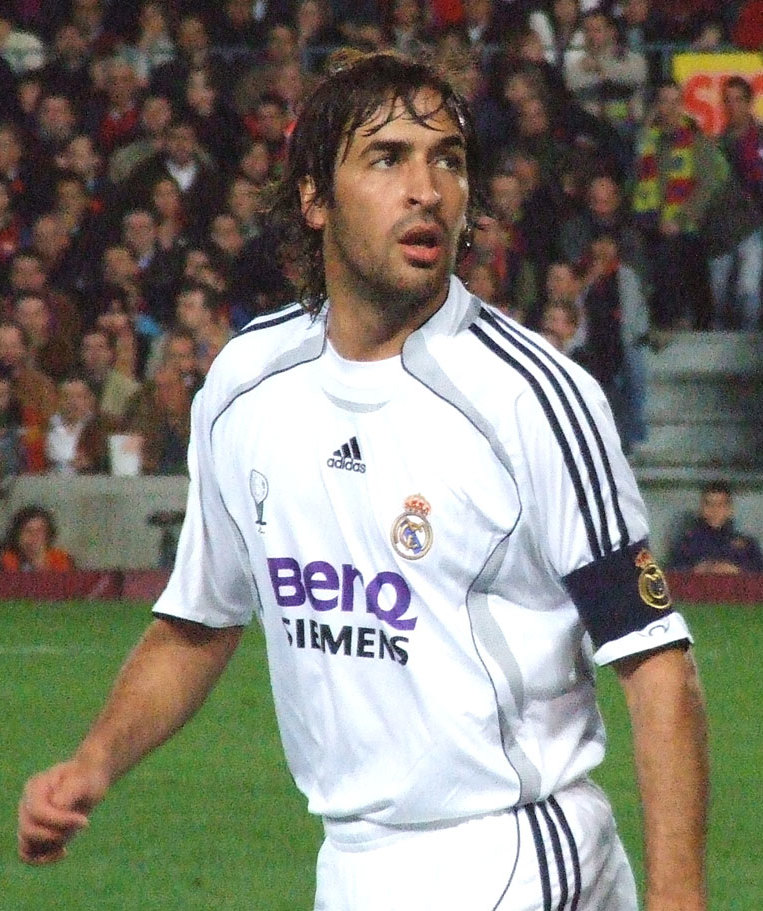
Raúl, il più presente nella storia madridista

Primatisti di presenze e gol in tutte le competizioni ufficiali
Nelle competizioni europee il giocatore con più presenze è Iker Casillas con 157 apparizioni, mentre il massimo numero complessivo di gol è stato realizzato da Cristiano Ronaldo (107).
Statistiche aggiornate al 24 maggio 2025.
| Presenze - 741 - Raúl (1994-2010) - 725 - Iker Casillas (1999-2015) - 710 - Manuel Sanchís (1983-2001) - 671 - Sergio Ramos (2005-2021) - 648 - Karim Benzema (2009-2023) - 645 - Santillana (1971-1988) - 601 - Francisco Gento (1953-1971) - 601 - Fernando Hierro (1989-2003) - 591 - Luka Modrić (2012-2025) - 577 - José Antonio Camacho (1973-1989) | Reti - 450 - Cristiano Ronaldo (2009-2018) - 354 - Karim Benzema (2009-2023) - 323 - Raúl (1994-2010) - 308 - Alfredo Di Stéfano (1953-1964) - 290 - Santillana (1971-1988) - 242 - Ferenc Puskás (1958-1966) - 208 - Hugo Sànchez (1985-1992) - 182 - Francisco Gento (1953-1971) - 172 - Pirri (1964-1980) - 171 - Emilio Butragueño (1984-1995) |

## Tifoseria

### Storia
Durante molte delle partite casalinghe la maggior parte dei posti dello stadio Bernabéu sono occupati dagli abbonati, che sono approssimativamente 65.000. Per diventare abbonato occorre essere un socio o un membro del club. Non tutti i membri possono ottenere un abbonamento. In aggiunta ai membri, il club ha oltre 1.800 peñas - i fan club affiliati ufficiali - in Spagna e nel mondo. Il principale gruppo organizzato, nonché a comando del tifo, è quello degli Ultras Sur Madrid (ultras della sud), che occupa la Curva Sud del Bernabéu. Tale gruppo è schierato all'estrema destra, come dimostrano i vari simboli e alcuni vessilli che ricalcano bandiere storiche dove sono raffigurate le lettere dello stemma societario.

### Gemellaggi e rivalità
Il gemellaggio principale dei tifosi madridisti è quello con le Brigadas Blanquiazules dell'Espanyol, stretto in chiave anti-Barça e favorito dalle convergenze sociopolitiche. Sempre grazie alle convergenze, uno dei gemellaggi internazionali più importanti è quello con la Lazio nato durante una partita di Champions League nel 2001, testimoniato da visite reciproche durante le competizioni europee. Segue a ruota quello con gli ultras del Verona.

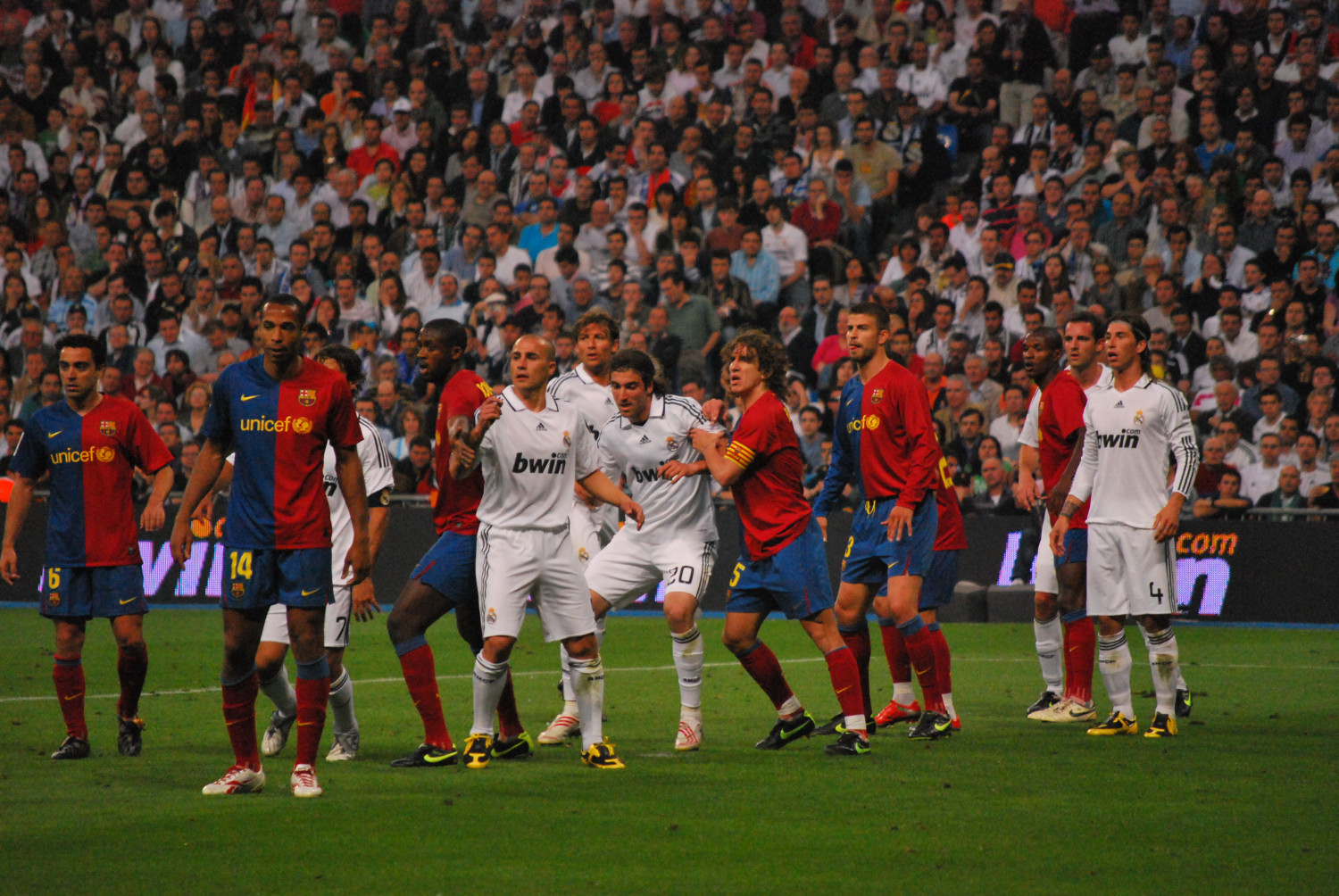
Una fase di un Clásico della stagione 2008-2009

La rivalità tra Barcellona e Real Madrid è leggendaria, non solo perché si tratta dei due club più titolati del calcio spagnolo. Sin dall'inizio le società furono considerate rappresentanti delle due regioni rivali della Spagna, la Catalogna e la Castiglia, così come delle due stesse città. La contrapposizione raggiunse un livello maggiore durante la dittatura di Francisco Franco, il quale fu accusato di proteggere il Real Madrid.
I tifosi del Real Madrid sostengono che in realtà Franco proteggeva l'Atlético, squadra dei militari e del governo, che prima dell'insediamento al potere da parte del Caudillo militava in Segunda División, mentre dopo il suo arrivo (come dimostrano alcuni scritti) Franco obbligò molti giocatori importanti del campionato spagnolo nell'età del servizio militare a trasferirsi all'Atlético che nel primo anno del franchismo vinse il titolo nazionale. Un'altra argomentazione sostenuta dai madridisti è il fatto che nel periodo del franchismo, dal 1939 al 1975, il Barcellona ottenne un maggior numero di titoli nazionali rispetto al Madrid (64 a 62).
Inoltre, nel 1940 Enric Pineyro, un collaboratore di Franco, divenne presidente del Barcellona. I fatti indicano che durante la guerra civile spagnola a soffrire il regime di Franco furono membri di entrambi i club. Il presidente del Real Madrid Rafael Sánchez Guerra, un eminente repubblicano, fu imprigionato e torturato. I sicari del dittatore arrestarono e assassinarono anche un vicepresidente e tesoriere del Real e un presidente ad interim scomparve. Inoltre, Santiago Bernabéu, nel periodo in cui era presidente, ebbe un conflitto con due franchisti dopo una partita del Real Madrid, fatto che lo pose in inimicizia con il governo di Franco.
La rivalità con il Barça si intensificò dopo la semifinale della Copa del Generalísimo del 1943 tra le due squadre. La partita di andata al Les Corts terminò con una vittoria del Barça per 3-0, ma il ritorno si concluse con un passivo di 11-1. Si è insinuato che sui giocatori blaugrana furono fatte pressioni affinché perdessero la partita e persino Pineyro si dimise per protesta.
La rivalità riaffiorò negli anni 1950 con la questione riguardante l'acquisto di Alfredo Di Stéfano; i diritti sul giocatore erano divisi tra due squadre, il River Plate e i Millionarios. Il Barcellona raggiunse un accordo con i Millionarios ma non con il River Plate, mentre al Real Madrid avvenne l'esatto contrario. Nella controversia intervenne Franco, il quale, tramite un "decreto reale" appositamente emesso, stabilì che Di Stéfano avrebbe dovuto dividere la sua carriera tra le due squadre, giocando una stagione a Barcellona e una a Madrid. Il Barcellona rifiutò tale soluzione in segno di protesta e il giocatore si accasò al Real Madrid, in cui sarebbe diventato uno dei calciatori più forti di ogni epoca.
In aggiunta alla rivalità con il Barcellona, il Real mantiene anche una storica rivalità locale con l'Atlético Madrid. Sebbene l'Atlético fosse stato originalmente fondato da tre studenti baschi, a questi si unirono nel 1904 alcuni dissidenti del Madrid FC. Ulteriori tensioni furono create dal fatto che inizialmente i tifosi dell'Atlético provenivano dalla classe lavoratrice, mentre i sostenitori del Real appartenevano alla classe media.
La rivalità tra i due club madrileni guadagnò per la prima volta l'attenzione internazionale durante la Coppa dei Campioni del 1959, quando le due formazioni si incontrarono in semifinale. Il Real vinse 2-1 la gara d'andata al Bernabéu, mentre l'Atlético vinse 1-0 il ritorno al Metropolitano. Il pareggio portò ad uno spareggio che il Real vinse 2-1. L'Atlético ottenne comunque alcune rivincite quando, dopo le dimissioni dell'allenatore del Real José Villalonga, lo sconfisse nelle due successive finali di Coppa del Re del 1960 e del 1961.
Tra il 1961 e il 1980, quando il Real dominò la Liga solo l'Atlético offrì ai Blancos una seria sfida vincendo il titolo nel 1966, 1970, 1973 e 1977. Nel 1965, quando finì vicecampione della Liga dopo un'intensa battaglia con i rivali cittadini, l'Atlético divenne la prima formazione dopo otto anni a battere il Real al Bernabéu.
Il bilancio delle ultime sfide con l'Atlético è molto favorevole al Real. L'apice del dominio dei merengues si è avuto nella stagione 2002-03, quando il Real ha conquistato il titolo della Liga dopo aver battuto l'Atlético 4-0 allo stadio Vicente Calderón, oltre che nella finale di Champions League 2013-2014, dove sono state ancora i merengues ad aggiudicarsi il titolo, sempre con 4 gol a favore, nel 4-1 di Lisbona dopo i tempi supplementari, e nella finale di Champions League 2015-2016 a Milano, dove i Blancos hanno prevalso ai tiri di rigore.

## Organico

### Rosa 2025-2026
Rosa e numerazione aggiornate al 14 agosto 2025.
| N. |                        | Ruolo | Calciatore             |
| -- | ---------------------- | ----- | ---------------------- |
| 1  | Belgio (bandiera)      | P     | Thibaut Courtois       |
| 2  | Spagna (bandiera)      | D     | Daniel Carvajal        |
| 3  | Brasile (bandiera)     | D     | Éder Militão           |
| 4  | Austria (bandiera)     | D     | David Alaba            |
| 5  | Inghilterra (bandiera) | C     | Jude Bellingham        |
| 6  | Francia (bandiera)     | C     | Eduardo Camavinga      |
| 7  | Brasile (bandiera)     | A     | Vinícius Júnior        |
| 8  | Uruguay (bandiera)     | C     | Federico Valverde      |
| 9  | Brasile (bandiera)     | A     | Endrick                |
| 10 | Francia (bandiera)     | A     | Kylian Mbappé          |
| 11 | Brasile (bandiera)     | A     | Rodrygo                |
| 12 | Inghilterra (bandiera) | D     | Trent Alexander-Arnold |
| 13 | Ucraina (bandiera)     | P     | Andrij Lunin           |

| N. |                      | Ruolo | Calciatore          |
| -- | -------------------- | ----- | ------------------- |
| 14 | Francia (bandiera)   | C     | Aurélien Tchouaméni |
| 15 | Turchia (bandiera)   | C     | Arda Güler          |
| 16 | Spagna (bandiera)    | A     | Gonzalo García      |
| 17 | Spagna (bandiera)    | D     | Raúl Asencio        |
| 18 | Spagna (bandiera)    | D     | Álvaro Carreras     |
| 19 | Spagna (bandiera)    | C     | Dani Ceballos       |
| 20 | Spagna (bandiera)    | D     | Fran García         |
| 21 | Marocco (bandiera)   | A     | Brahim Díaz         |
| 22 | Germania (bandiera)  | D     | Antonio Rüdiger     |
| 23 | Francia (bandiera)   | D     | Ferland Mendy       |
| 24 | Spagna (bandiera)    | D     | Dean Huijsen        |
| 30 | Argentina (bandiera) | A     | Franco Mastantuono  |

### Staff tecnico
- Allenatore:  Xabi Alonso
- Vice allenatore:  Sebas Parrilla
- Vice allenatore:  Alberto Encinas
- Vice allenatore:  Beñat Labaien
- Preparatore dei portieri:  Luis Llopis

## Altre sezioni sportive

### Calcio femminile
Nel 2020 è stata istituita la sezione di calcio femminile del Real Madrid, che nella stagione 2020-2021 milita in Primera División Femenina.

### Calcio a 5
Nel 2008 il club unitamente ad altre otto squadre vincitrici di almeno un campionato nazionale, diede vita alla Liga Española de Fútbol Indoor, campionato giocato da veterani dei rispettivi club. Il Real Madrid ha schierato giocatori come Paco Buyo, Emilio Amavisca ed Alfonso Pérez.

### Sezioni storiche
Oltre alle sezioni attualmente esistenti il Real Madrid ha avuto diverse altre sezioni sportive, attualmente scomparse.
- La sezione di pallavolo maschile, vincitrice di 9 campionati tra il 1972 ed il 1983 e di 12 Coppe del Re.
- La sezione di pallamano, vincitore di un campionato nazionale nel 1951.
- La sezione di baseball, fondata nel 1944 e vincitrice di 8 titoli nazionali.
- La sezione di atletica leggera, attiva tra il 1930 ed il 1980, salvo una fase di inattività nel 1938 ed il 1939.
- La sezione di rugby, presente all'interno della polisportiva tra il 1925 ed il 1948, vincitrice di un campionato nazionale e diversi titoli regionali.
- La sezione di tennis aveva tra i suoi tesserati Manuel Santana, vincitore del Torneo di Wimbledon nel 1966.
- La sezione di nuoto.